# Жахливі помилки Мейбл
«Жахливі помилки Мейбл» (англ. Mabel's Awful Mistakes) — американська короткометражна кінокомедія Мака Сеннета 1913 року з Мейбл Норманд в головній ролі.

## Сюжет
Мейбл має двох наречених, Сміта і Джонса. Сміт — літній чоловік, який завоював серце Мейбл. Бідний Джонс пригнічений, коли він довідується, що Мейбл одружилася зі Смітом, і він йде за ним додому. Він дізнається, що Сміт вже одружений і має десять маленьких дітей. Коли Мейбл і Сміт йдуть до дому проповідника, який має їх одружити, Джонс наздоганяє їх, щоб зупинити, але Сміт відганяє його. Далі Джонс поспішає до будинку Сміта і розповідає місіс Сміт, що її чоловік одружується ще з однією дівчиною. Після чого місіс Сміт поспішає, щоб зупинити їх.

## У ролях
- Мейбл Норманд — Мейбл
- Мак Сеннет — Джонс
- Форд Стерлінг — Сміт
- Едгар Кеннеді